# Свердловск (Украјина)
Свердловск (укр. Свердловськ) град је у Украјини, у Луганској области. Према процени из 2012. у граду је живело 65.721 становника.

## Становништво
Према процени, у граду је 2012. живело 65.721 становника.
| 1979.  | 1989.  | 2001.  | 2012.  |
| ------ | ------ | ------ | ------ |
| 73.847 | 82.809 | 72.531 | 65.721 |